# Pelstergasthuiskerk

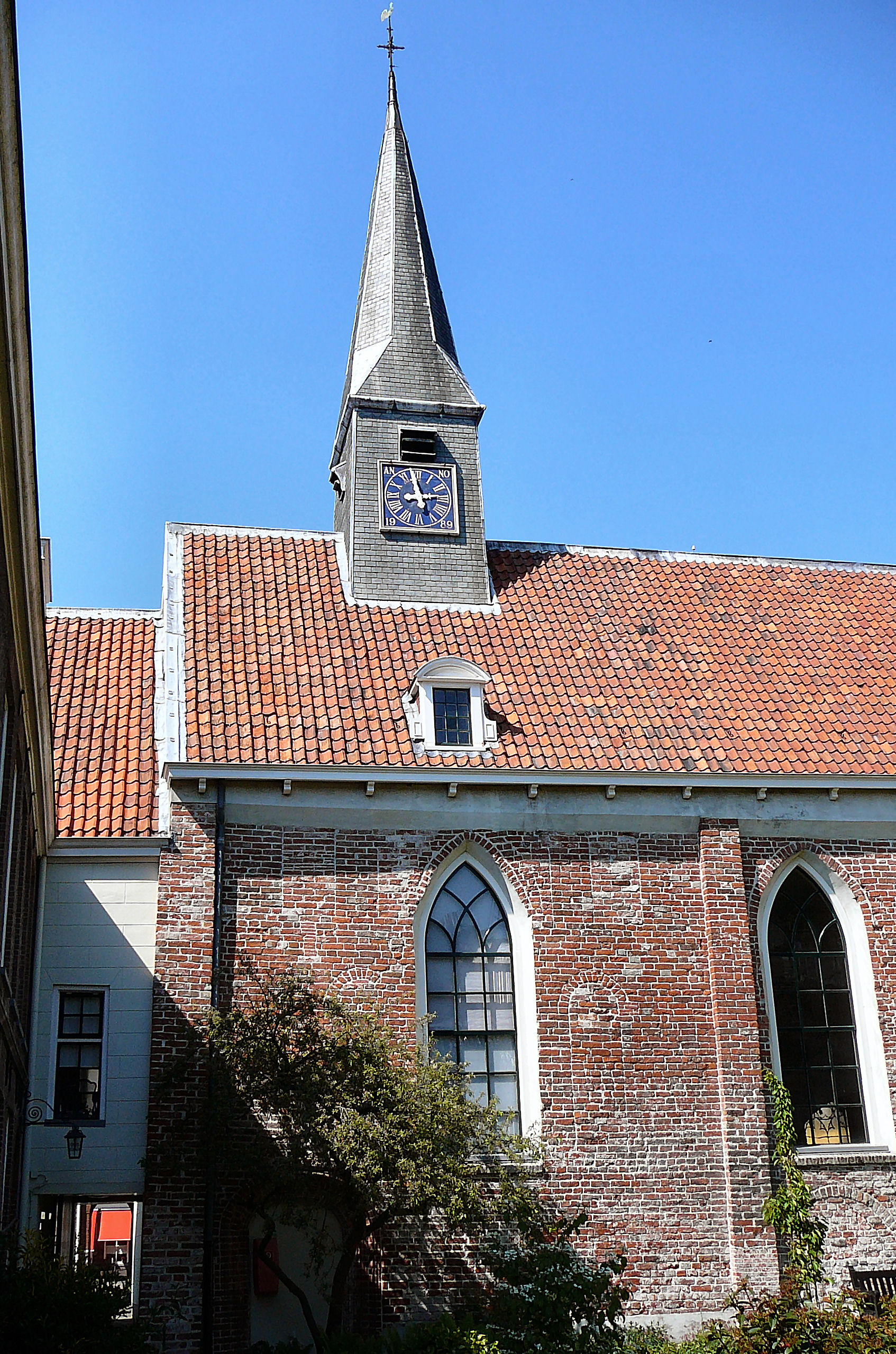
Pelstergasthuiskerk

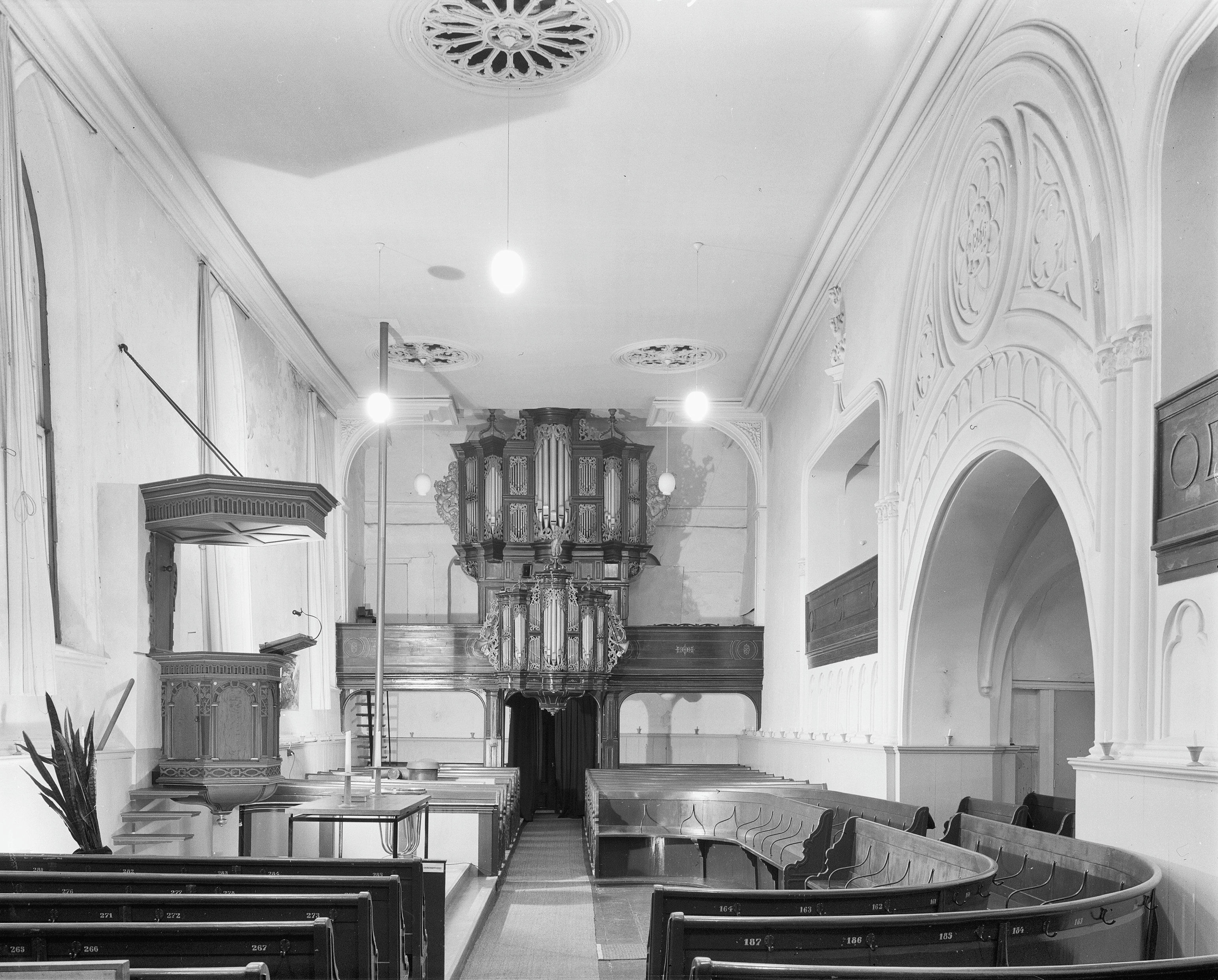
Innenansicht der Pelstergasthuiskerk im Jahr 1967

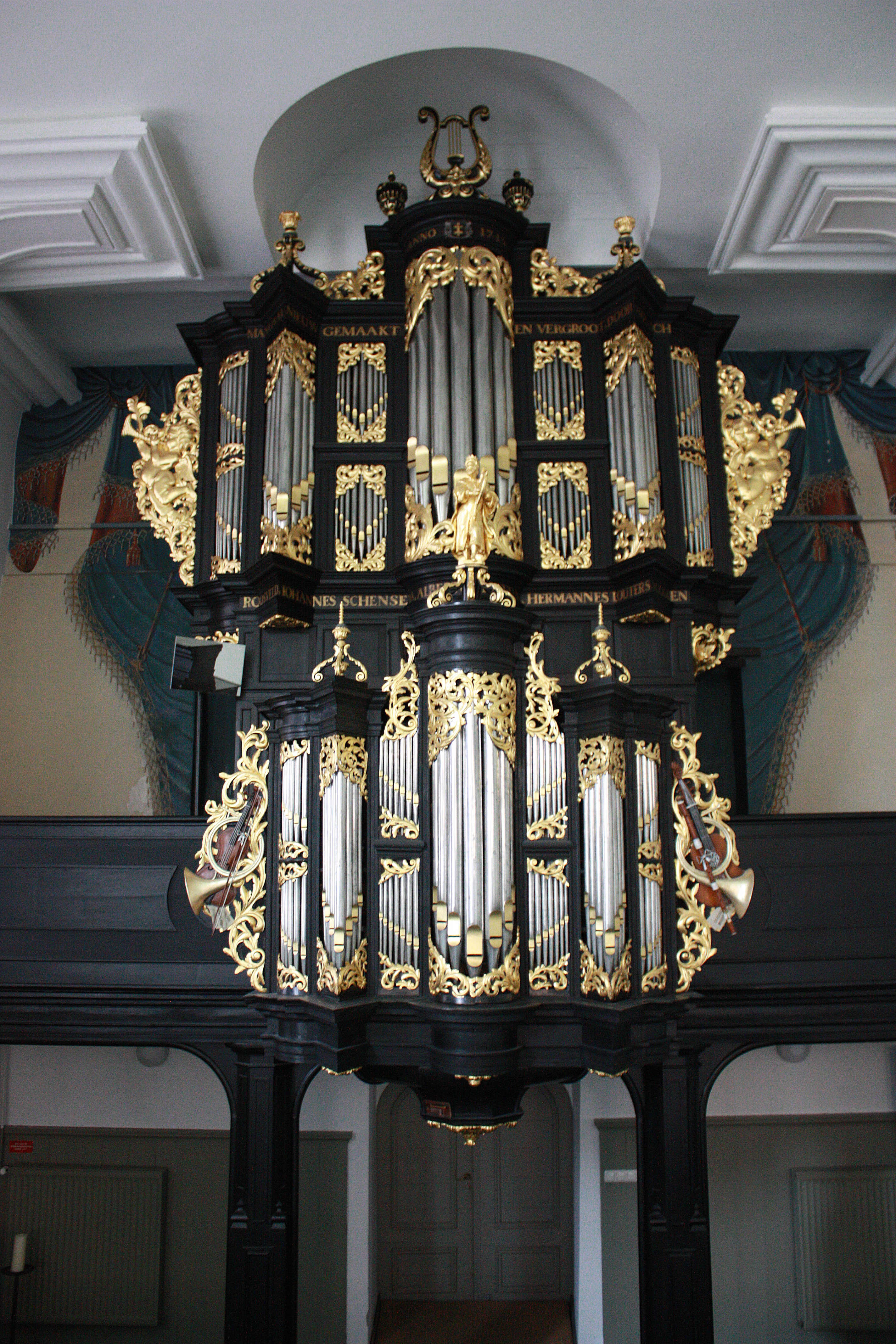
Orgel

Die Pelstergasthuiskirche (niederländisch Pelstergasthuiskerk) ist eine Kirche in Groningen, die nach dem Pelstergasthuis benannt ist.
Die Hallenkirche im romanisch-gotischen Baustil wurde bereits 1267 eingeweiht, aber im Laufe der Jahrhunderte mehrfach umgebaut. In der Kirche befindet sich eine Kanzel aus dem 17. Jahrhundert. Die Pelstergasthuiskirche ist ein nationales Kulturdenkmal.

## Geschichte
Bereits im 13. Jahrhundert wurde das Hospitael ten Hillighen Gheeste (Pelsterstraat 39–42) gegründet, das sich zum größten Hospiz der Stadt Groningen entwickelte und dessen Hauptaufgabe die Pflege der Kranken war. Neben der Kapelle an der Pelsterstraat befand sich zu dieser Zeit eine große Krankenstation, die bereits 1267 erwähnt wurde.
Um 1625 begann der Umbau und die Renovierung dieses Hospitals und wurde fünf Jahre später abgeschlossen. Die Krankenhausfunktion des Hospizes wurde zu dieser Zeit eingestellt. Die Krankenstation wurde 1628 verkauft und kam als städtisches Lagerhaus zum Einsatz. Im Jahr 1626 wurde auch der Kirchhof umgestaltet und die Kirche repariert. Im Jahre 1627 erhielt sie eine neue Orgel.
Im Jahre 1685 wurde die Kapelle der wallonischen Kirche zugewiesen. Zwischen 1850 und 1935 hatte die wallonische Gemeinde ein eigenes Kirchengebäude am Vismarkt, kehrte aber nach 1935 in die Kapelle zurück und nutzt sie bis heute.
Im 18. Jahrhundert wurde der Komplex umgebaut, wobei die Kapelle in den Jahren 1773–1774 an der Ostseite erweitert wurde, so dass die Fassade mit dem ehemaligen Krankenhaus fluchtete. Bei der Renovierung der Kirche wurde die Orgel von Albertus Antonius Hinsz von der Nordwand an die Westwand versetzt.
Im Jahre 1855 wurde die erweiterte Fassade umgebaut und erhielt eine neoklassizistische Form nach dem Entwurf von K. Maris.
In den Jahren 1859–1860 wurde das Innere der Kirche renoviert.
In den Jahren 1972 bis 1988 wurde der Komplex restauriert, wobei Reste des alten Steinhauses zum Vorschein kamen.

## Orgel
Die Kirche hat eine Orgel, die 1627 vermutlich von Anthoni Veerbeck gebaut und von Arp Schnitger (dem damals berühmtesten Orgelbauer in Norddeutschland/Nordniederlande) in den Jahren 1693 und 1711–1712 repariert, umgebaut und erweitert wurde; dabei wurden auch im grds. neu gebauten Rückpositiv ältere Teile weiterverwendet. Die Orgel wurde 1773–74 von Albertus Antonius Hinsz versetzt und erweitert; Hinsz erneuerte die Windladen, erweiterte die bis dahin unvollständige Bassoktave und ergänzte einige neue Register. Später erfolgten eingreifende Veränderungen gemäß dem Zeitgeschmack: 1875 durch Petrus van Oeckelen und 1916/1931 durch Jan Doornbos. Erst 1989/90 erfolgte durch Bakker & Timmenga (Leeuwarden) eine Restaurierung und Rückführung auf den Zustand von 1774 mit 20 Registern auf 2 Manualen und Pedal (letzteres „angehängt“ ohne eigene Register). Von Schnitger noch erhalten sind größere Teile des Gehäuses, 2 Register ganz und 7 Register teilweise.

## Heutige Nutzung
Die Pelstergasthuiskerk wird gegenwärtig von der Freidenkerischen Evangelischen Gemeinschaft und der Wallonischen Kirche genutzt.